# ماريو آبرو
ماريو آبرو (بالإسبانية: Mario Abreu)‏ هو رسام فنزويلي، ولد في 22 أغسطس 1919 في تورميرو ‏ في فنزويلا، وتوفي في 20 فبراير 1993.